# Bujáki Lívia
Bujáki Lívia (Budapest, 1975. június 27. –) magyar író, költő.

## Életpályája
1991 óta él Dunaújvárosban. 13 éves korában próbálkozott először írással. Első nyomtatásban megjelenő munkái az egri Új Arc című folyóiratban jelentek meg. Szintén az egriek buzdítására nevez a Független Alkotók Országos Szövetsége pályázataira, ahol több díjat is nyert. Ennek folytatásaként megjelent Csupakóc című kötete. 2000-től folyamatosan szerepel gyermekeknek szóló antológiákban (pl:Hull a pelyhes, Évnyitótól Évzáróig, Állatkalandok, Jön a Tél, Süss fel Nap stb.). 2001-ben jelent meg Szemere Brigittával közös könyve, a „Csillagvitéz”, illetve 2006-ban a General Press kiadó kiadta verseskötetét Álom a Holdról címmel amit Füzesi Zsuzsa rajzai díszítenek. Több gyereklapban is publikált. Kutyavári Kutyák című könyve pedig 2008-ban a Tóth Könyvkereskedés és Kiadó gondozásában látott napvilágot. 2014-ben Gólyahívogató címmel jelent meg e-könyve a Kossuth kiadónál. Két testvére van: ikertestvére Laura és öccse István.

## Kötetei
- Csupakóc; FAOSZ, Eger, 1997 (Független Alkotók Országos Szövetsége könyvtára)
- Álom a holdról; General Press, Bp., 2006
- Kutyavári kutyák; TKK, Debrecen, 2008